# Держів
Держів — село в Україні, у Розвадівській сільській громаді Стрийського району Львівської області. До 2020 року Держів разом з селом Острів підпорядковувалися Держівській сільській раді. Нині ці села належать до Розвадівської сільської громади. Населення становить 1076 осіб.

## Географія

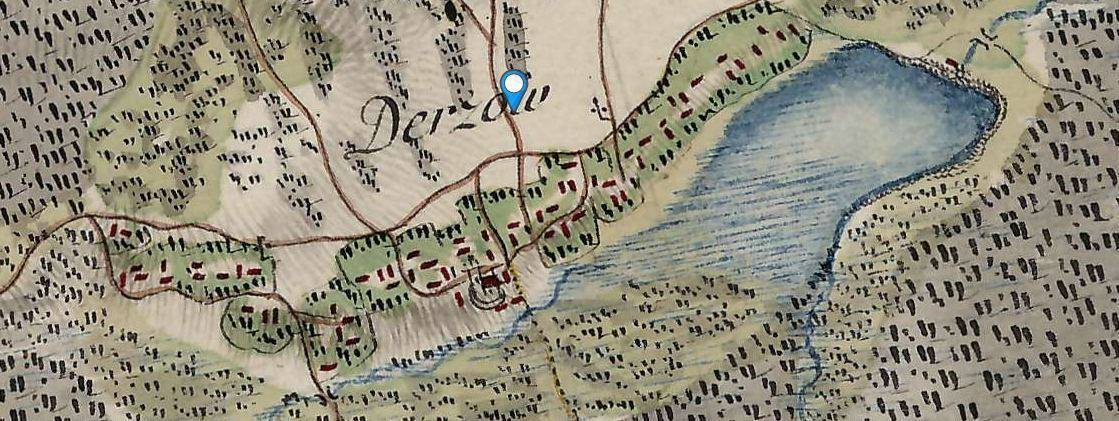
Держів на мапі Йосифинського поземельного кадастру 1779-1783

Село Держів розташоване на правому березі річки Дністер, за 58 км від обласного центру, 22 км від районного центру та 17 км від адміністративного центру сільської громади. За 4 км знаходиться найближча залізнична станція Більче-Волиця.

## Населення
У селі згідно всеукраїнського перепису населення 2001 року мешкало 1204 особи. Більшість із них українці, невелику частку становлять нащадки поляків, які до 1944 року складали майже половину кількості населення Держева. Нині у селі мешкає 1076 осіб.
Станом на 1883 рік у Держеві мешкало 916 осіб: 372 римо-католики, 525 греко-католиків та 19 юдеїв. У той час в селі діяла однокласова філіальна школа.

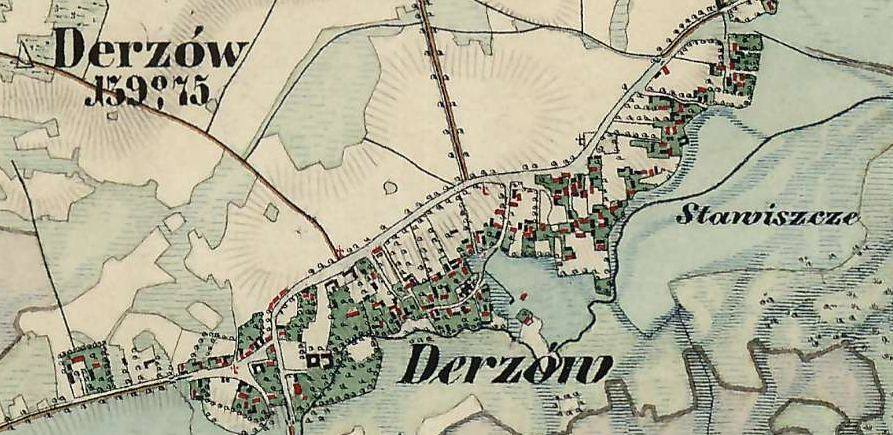
Держів на мапі Францисканського кадастру, 1861—1864 рр.

За даними 1893 року кількість населення становила вже 1019 осіб, (508 чоловіків та 511 жінок, без Острова), 276 з них римо-католики, 681 греко-католиками, 62 юдеї. За національною складовою джерело подає відповідні дані: у Держеві проживали лише 2 поляки, 62 німці і 955 русинів (українців). Цей поділ доволі умовний, оскільки невідомо, за якими критеріями визначалася національна приналежність.
Відповідно до статистичних даних 1905 року кількість мешканців Держева складала 1106 осіб, які жили у 157 селянських дворах і 12 панських господарств, а перепис населення від 31 грудня 1910 року подає інформацію про 1167 селян.
Згідно із дослідженням Володимира Кубійовича «Етнічні групи південно-західної Галичини», станом на 1 січня 1939 року у Держеві мешкало 1610 осіб. 900 з них були українцями, тільки 60 поляками, 620 латинниками і 30 євреями. Ось як автор пояснює ідентичність цих груп:
Українці — це особи греко-католицького віровизнання, що вживають української мови як розмовної і мають українське національне почуття.
Поляки — це римо-католики, що вживають польської мови і почувають себе поляками. Але великий відсоток слов'янського населення Галичини не виявляє одностайно всіх цих прикмет; ці особи утворюють переходові групи: так званих латинників і греко-католиків із польською розмовною мовою.

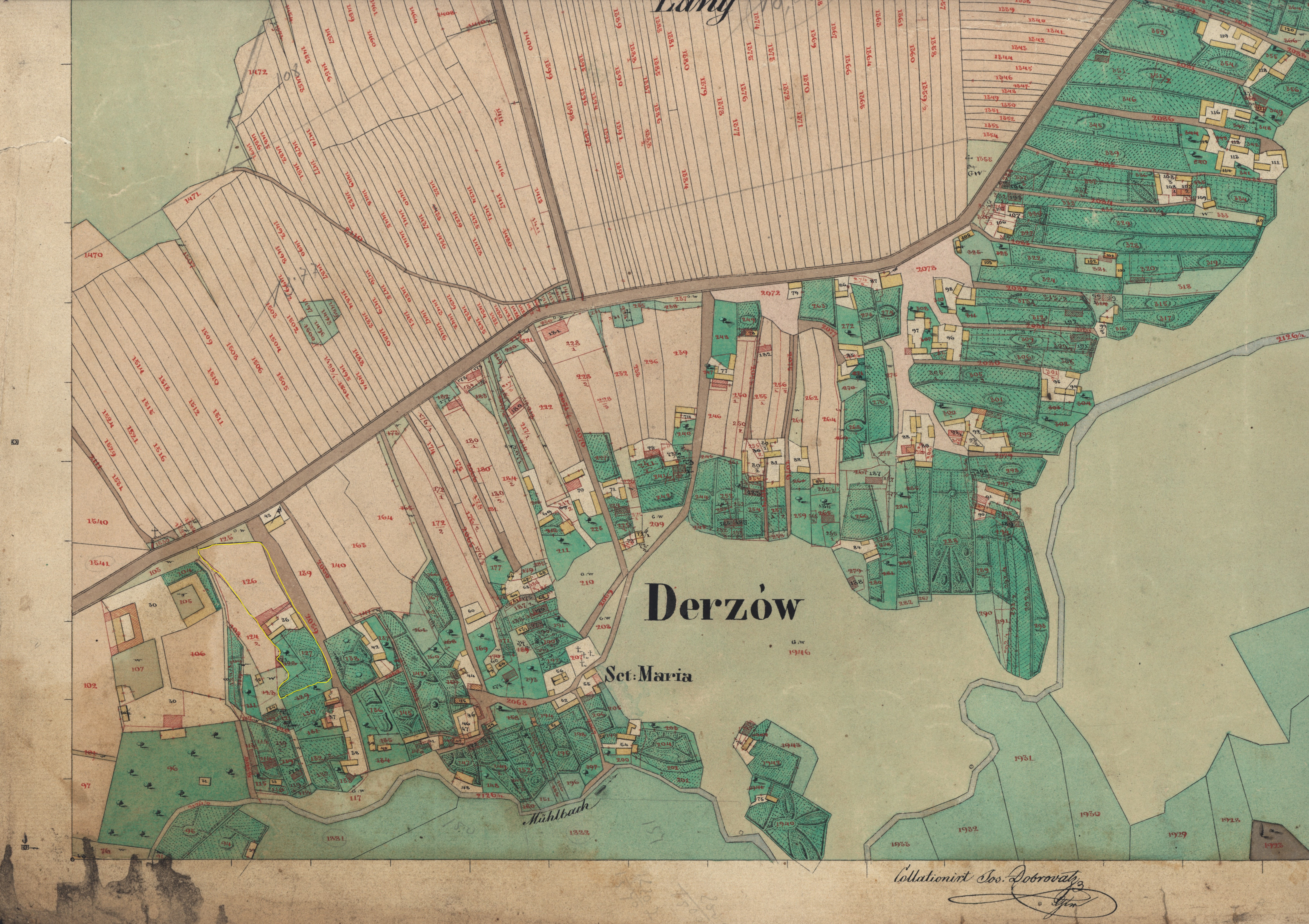
Мапа Держева 1850 р. з фондів ЦДІАЛ

Латинники — це штучна, не вживана серед народу назва на означення римо-католиків, що їх розмовною мовою є українська мова і вони взагалі своїм побутом майже не відрізняються від українців. Латинники майже виключно селяни. Мова та побут в'яжуть їх з українцями, віровизнання — з поляками. Їхня національна свідомість була тривалий час нескристалізована. Якщо за австрійських часів національна свідомість латинників була, як згадано, взагалі нескристалізована, то за Польщі, головне у 1930-х роках, латинники ставали чимраз свідомішими поляками. Одночасно серед них ширилося знання польської мови, а почасти й перехід на польську розмовну мову.

### Мова
Розподіл населення за рідною мовою за даними перепису 2001 року був наступним:
| українська | 1190 | 98,84 |
| російська  | 7    | 0,58  |
| угорська   | 2    | 0,18  |
| вірменська | 1    | 0,08  |
| циганська  | 1    | 0,08  |
| польська   | 1    | 0,08  |
| білоруська | 1    | 0,08  |
| інші       | 1    | 0,08  |

## Історія

### Хронологічні дані і відомості від найдавніших дат до кінця XIX століття
На території села знайдено скарб бронзових речей (серп, прикрасу кінської збруї). Знахідки свідчать, що на місці села були поселення ще наприкінці бронзової доби (XIII—XI ст. до н. е.)
Уперше Держів писемно згадано 1470 року як власність Станіслава з Дурчиць.
У податковому реєстрі 1515 року в селі документується млин і 3 лани (близько 75 га) оброблюваної землі.
Якщо вірити джерелам, 1578 року Держів належав панам Блізінському та Альбертові Нароєвському.

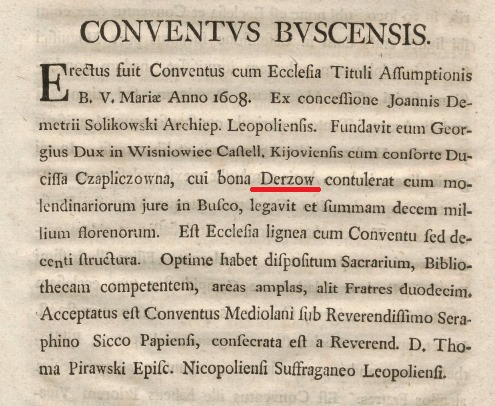
Уривок з книги «Rvssia Florida Rosis Et Liliis» 1759 року про передачу Держева Буському конвенту

1608 року Юрій Вишневецький, син брацлавського та київського каштеляна, старости черкаського, канівського, лубенського, лоївського Михайла Вишневецького (1529—1584) і Гальшки Зенович (або Зеновичівни, †до 1594) передав Держів у власність Буському домініканському монастиреві, який сам і заснував спільно з дружиною Феодорою Чаплич, так само шляхтянкою, представницею давнього роду  Галицько-Волинської Русі. Юрій Вишневецький — полонізований руський князь гербу Корибут, представник великого магнатського роду, нащадок засновника Запорізької Січі Дмитра Вишневецького, дядько затятого ворога Богдана Хмельницького і батька короля Речі Посполитої Яреми Вишневецького.
У період Національно-визвольної війни під проводом Богдана Хмельницького Держів та околиці сколихнули народні повстання та заворушення. 1648 року київецькі селяни вчинили напад на двір держівського дідича Яна Ґардлінського, грабуючи навколишні хати держів'ян:
«Різько грабіжний характер мав нахід селян з Київця на Держів. Коли держівський дідич Ян Ґардлінський переховувався у стрийському замку від козаків, вчасти піхотою впали серед страшного крику: галай! галай! до Держова…
Київецькі селяне кинули ся по хатах, позабирали, що ліпше найшли догідного, далі пігнали в погоню за селянами. Наздогнали їх і змусили покинути й останки свого добра. При тім так перестрашили одну селянку, жінку Івана Мельника, що вона розпрощалася з тим світом. Опісля повернули до села, вдарили на двір, службу розігнали і пограбували усе до чиста. Повертаючи позабирали з поля селянську і двірську худобу, навіть знищили попівську пасіку під лісом».
Автори цієї розвідки посилаються на скаргу Яна Ґардлінського, подану до війтівського суду Стрия 1649 року.

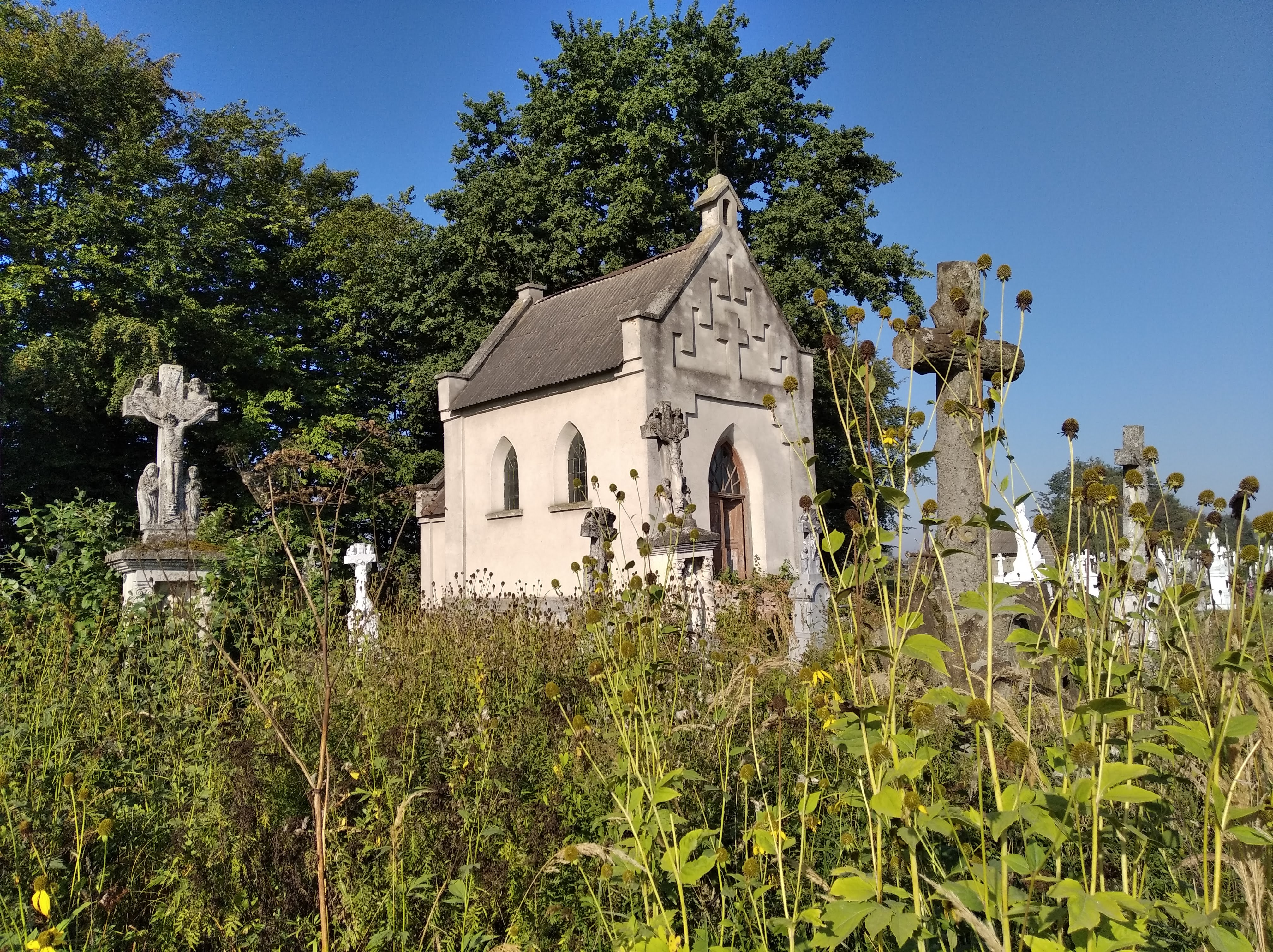
Каплиця-усипальниця Вноровських

Протягом XIX-XX століть Держів був власністю кількох польських шляхетських та панських родів: Ґромініцьких, Вибрановських, Смажевських, Яблонських, Вноровських, Ґолеєвських. На старому цвинтарі збереглися каплиця-усипальниця Вноровських, збудована у 60-х роках XIX століття та гробівець родини Яблонських. Каплицю-усипальницю відремонтували на початку 90 років XX століття зусиллями селян та місцевої влади, гробівець Яблонських же розгромили в період Другої світової війни солдати ЧА, повикидавши мощі похованих там членів родини.
Нащадок родини Вибрановських, польський письменник Александр Вибрановський так описує Держів у своїх спогадах:
«Відтоді як староста Барецький Станіслав Вибрановський, батько мого діда Доміціуша Вибрановського, 1729 року через сімейні обставини залишився тут на Русі в Держеві, а його брат Кшиштоф оселився у Мазовєцькому воєводстві, вони майже не бачилися, так що мій дідо не знав свого стрия.
Згадуючи Держів, хочу розказати про іншого дідича села — Нікодима Смажевського. Пам'ятаю його вже літнім чоловіком. Дужий і плечистий, він носив себе по-польськи, але розмовляв найчастіше руською мовою, був чоловіком деспотичним  із норовом вельможних панів, а забаганками брата нашого шляхтича. Двір свій тримав завжди відкритим для гостей, а вино  привозив з Угорщини, бо хоч і майно мав чимале, проте на такі великі прийоми власних запасів могло і не вистачити…
За панів Вибрановських Держів був багатою маєтністю зі значними лісами, де водилося достатньо дичини і де відбувалися найгучніші полювання. Ліси в Лисятичах воєводи Гуменецького, в Рудниках панів Шептицьких і в Черниці, що належала до володінь роздільських панів Жевуських, разом становили велику територію для полювань. А коли взимку замерзав Дністер, і ця площа з'єднувалася з лісами дроговизького староства та Роздолу, то мисливці мали у своєму розпорядженні кілька тисяч моргів лісу, де водилися не тільки кабан та олень, але й ведмедя було неважко побачити, який часто сходив туди з гір.

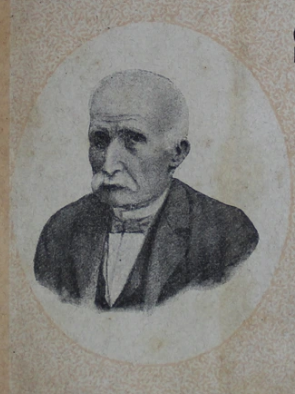
Александр Вибрановський

Дід мій розказував, що хлопцем часто брав участь у полюваннях.
З'їжджалися в ті краї мисливці здалеку і полювали тижнями. Звідусіль тільки й чути було, що розмови про кабана, оленя та інші мисливські пригоди».
У спогадах Александр Вибрановський подає заповіт свого прапрадіда Марціна Вибрановського, хорунжого Подільського воєводства, написаний 1720 року. Марцін заповідає не хоронити його в Держеві, а відразу відвезти до Львова. Держів, де написав свою останню волю, передає у спадок найстаршому синові Станіславу, прадідові Александра Вибрановського.

### Перша світова війна
Влітку 1915 року біля Держева велися бої між військом Австро-Угорщини та російською армією. В селі знаходився постій австро-угорських вояків. Згідно із церквоними метриками деяких із них поховано на місцевому цвинтарі.
Внаслідок вибуху амуніції, яку тримали у плебанії римо-католицького священника Миколая Вітковського, житловий будинок і господарські будівлі ксьондза було повністю знищено. Миколай Вітковський писав, що протягом чотирьох років мусив жити у «тісній сільській хатинці». 

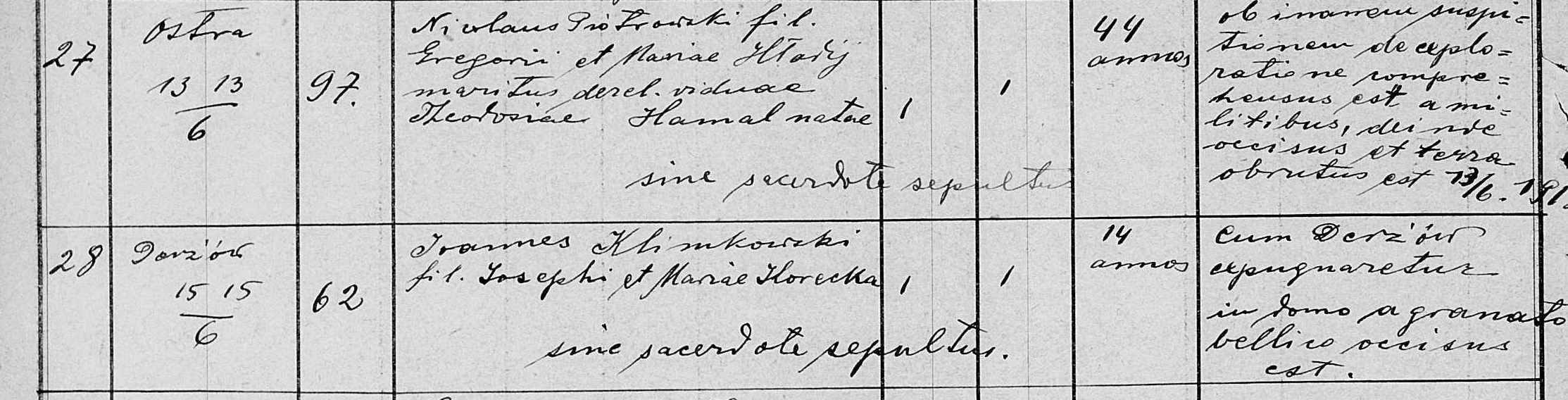
Запис у костельній метричній книзі про загибель мирних жителів Держева у червні 1916 р.

Військові дії поблизу Держева у червні 1916 року призвели до смерті 14-тирічного хлопчика, в хату якого влучила граната.
Шпигуноманія, або як її ще називають, шпигунська істерія в Австро-Угорщині, навісила на русинів (українців Галичини, Буковини, Закарпаття) тавро зрадників і прислужників царської Росії на прикордонних територіях цісарської монархії. Протягом першої світової війни було страчено тисячі мирних жителів, запідозрених у зраді. З метричних книг держівського костелу відомо, що 13 червня 1916 австрійські вояки стратили одного місцевого жителя, звинувативши його у шпигунстві на користь Росії.
Список мешканців Держева (можливі доповнення), котрі воювали під час першої світової війни:
1. Вітковський Кость, піхотинець, Полк Ляндштурму № 22, 4 рота, 1874, поранений
2. Вітковський Іван, Цісарський і королівський Ляндвер, № 33, 2 запасна рота, 1883, військовополонений, Ірбіт, Перм, Росія
3. Вітковський Степан, стрілець, 1-ий Стрілецький полк, 7 рота, 1881, поранений
4. Гамаль Григорій, полковник, Цісарський і королівський піхотний полк № 9, 13 рота, 1892, поранений
5. Гладій Степан, піхотинець, Цісарський і королівський піхотний полк № 9, 4 запасна рота, 1891, військовополонений, Об’єднаний евакуаційний шпиталь № 13 у Москві, Росія
6. Гладкий Василь, стрілець, Цісарсько-Королівський стрілецький полк № І, 6 рота, 1896, поранений
7. Гузар Іван, піхотинець, Цісарський і королівський піхотний полк № 9, 3 рота, 1893, поранений
8. Дубик Йосип, стрілець, Цісарсько-Королівський стрілецький полк № І, 12 рота, 1897, поранений
9. Зубрицький Василь, піхотинець, Цісарський і королівський піхотний полк № 9, 16 рота, 1893, загинув
10. Іваночко Дмитро, піхотинець, Цісарський і королівський піхотний полк № 9, 10 рота, 1892, поранений
11. Іваночко Ясь, піхотинець, Полк Ляндштурму № 83, 7 рота, 1874, військовополонений, Ашхабад, Росія
12. Кіндій Іван, Цісарський і королівський Ляндвер, № 33, 7 рота, 1897, поранений
13. Кіндій Теодор, піхотинець, Цісарський і королівський піхотний полк № 9, 2 запасна рота, 1891, військовополонений
14. Климковський Йосип, Цісарський і королівський піхотний полк № 9, 2 рота, 1892, військовополонений
15. Мелешко Іван, стрілець, Цісарсько-Королівський стрілецький полк № І, 2 рота, 1894, поранений
16. Мелешко Іван, Цісарський і королівська Тірольска Бригада Ляндштурму № ІІ, 4 рота, 1887, поранений
17. Мороз Петро, Цісарський і королівський піхотний полк № 9, 15 рота, 1886, військовополонений, Росія
18. Найборовський Іван, Цісарський і королівський Ляндвер, № 33, 2 запасна рота, 1881, військовополонений, Омськ, Росія
19. Найборовський Йосип, стрілець, Цісарсько-Королівський стрілецький полк № І, рота, 1887, поранений
20. Найборовський Микола, стрілець, Цісарсько-Королівський стрілецький полк № І, 6 рота, 1889, поранений
21. Павлікевич Володимир, Цісарський і королівський піхотний полк № 9, 1884, військовополонений, Новомиколаївськ, Томськ, Росія
22. Пасемків Дмитро, піхотинець, Цісарський і королівський піхотний полк № 9, 1 рота, поранений
23. Пасемків Іван, піхотинець, Цісарський і королівський піхотний полк № 3, 1 запасна рота, 1890, поранений
24. Пасемків Максим, піхотинець, Цісарський і королівський піхотний полк № 9, 6 рота, 1889, військовополонений, Петропавлівськ, Росія
25. Стадник Генріх, стрілець, Цісарсько-Королівський стрілецький полк № І, 2 рота, 1893, поранений
26. Хабак Йосип, піхотинець, Цісарський і королівський піхотний полк № 12, 7 рота, 1898, поранений
27. Харівський Микола, піхотинець Ляндштурму № 51, 12 рота, 1874, загинув (21.08.1917)
28. Шайновський Микола, піхотинець, Цісарський і королівський піхотний полк № 9, 15 рота, 1885, поранений
29. Шайновський Михайло, стрілець, Цісарсько-Королівський стрілецький полк № І, 5 рота, 1884, поранений

###### Друга світова війна
27 жителів села воювали з німцями на фронтах радянсько-німецької війни, 15 з них загинули.

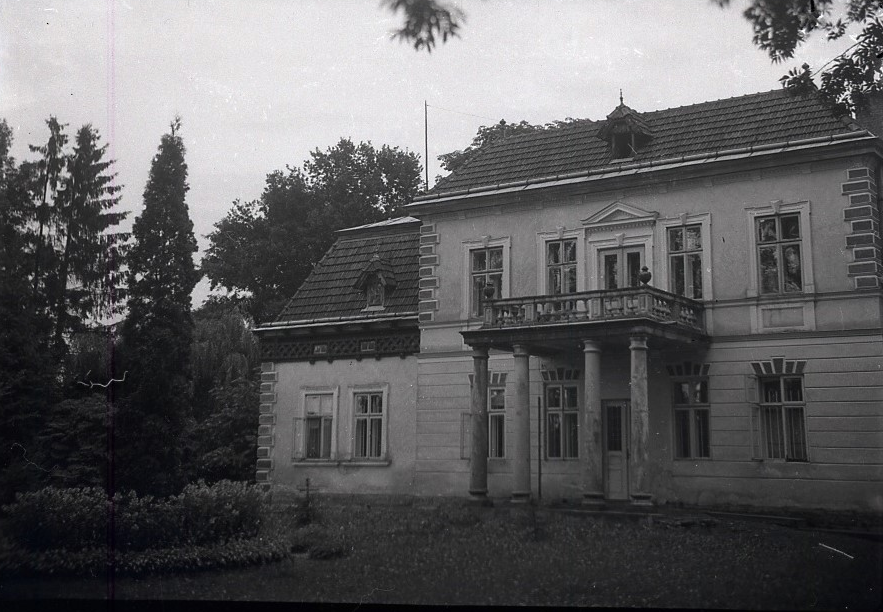
Фасад маєтку, 1939

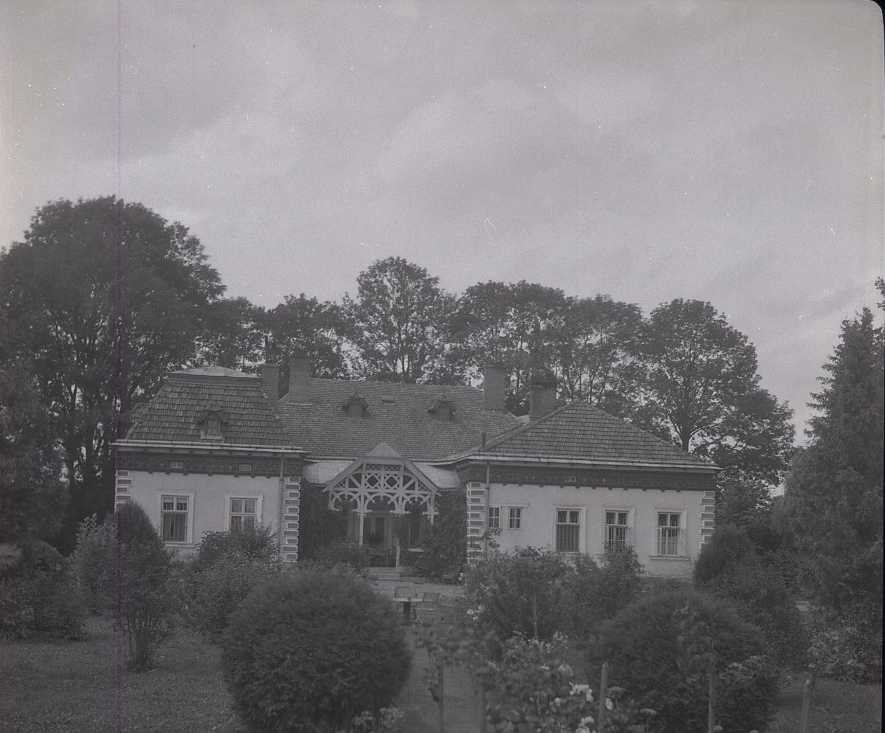
Сад і маєток Вільгельма Кшиштоня (зі збірки Кшиштофа Дуди, jozeftreszka.pl)

Під час Другої світової війни було зруйновано і рознесено на матеріали маєток Вільгельма Кшиштоня, посла до Сейму Польської Республіки від Стрийського округу.
24 липня 1939 року в Держеві гостював львівський природознавець і фотограф Йозеф Трешка, завдяки якому збереглися фотографії околиць Держева і маєтку Вільгельма Кшиштоня. Негативи віднайшов і опублікував польський культурознавець Кшиштоф Дуда.
Після вибуху другої світової війни Вільгельм Кшиштонь емігрував до Палестини, а звідти до Великої Британії, де його поховано на польському цвинтарі у містечку Чіпінґ Кемпден.

### Польсько-українське протистояння
Конфлікти між поляками та українцями під час другої світової війни не оминули й Держева, де ці дві етнічні групи у мирні часи проживали відносно безконфліктно. Одначе у воєнні періоди і поляки, і українці викристалізовували свою національну ідентичність, що призводило до взаємних звинувачень і протистоянь.
Місцеві українці стверджують, що поляки збирали у костелі зброю, щоби при нагоді взяти владу в селі у свої руки. Проте цьому вирішили завадити вояки УПА. Як наслідок, вночі з 8 на 9 травня одна з боївок повстанців оточила Держів і силою вигнала польську громаду із села. В ході операції загинули кількадесять поляків, які зачинилися у згодом підпаленому костелі.

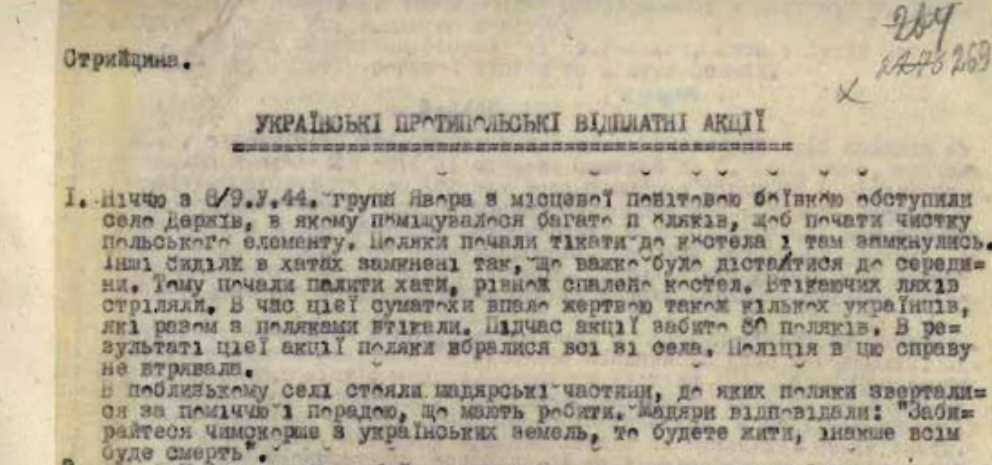
Документ УПА Стрийщини про підпал держівського костелу і вигнання польської громади

Про підпал костелу згадано у звіті УПА Стрийщини
«Вночі з 8/9.5.44 група «Явора» з місцевою повітовою боївкою обступили село Держів, в якому перебувало багато поляків, щоб почати чистку польського елементу. Поляки почали тікати до костелу і там замкнулися. Інші сиділи в хатах замкнені так, що важко було дістатися до середини. Тому почали палити хати, рівно ж спалено костел. Ляхів, які втікали — стріляли. В час цієї метушні впало жертвою також кількох українців, які разом з поляками втікали. Під час акції забито 80 поляків. В результаті цієї акції поляки вибралися всі зі села. Поліція в цю справу не встрявала.
В поблизькому селі стояли мадярські частини, до яких поляки зверталися за поміччю та порадою, що мають робити. Мадяри відповідали: "Забирайтеся чимскорше з українських земель, то будете жити, інакше всім буде смерть».

## Релігія

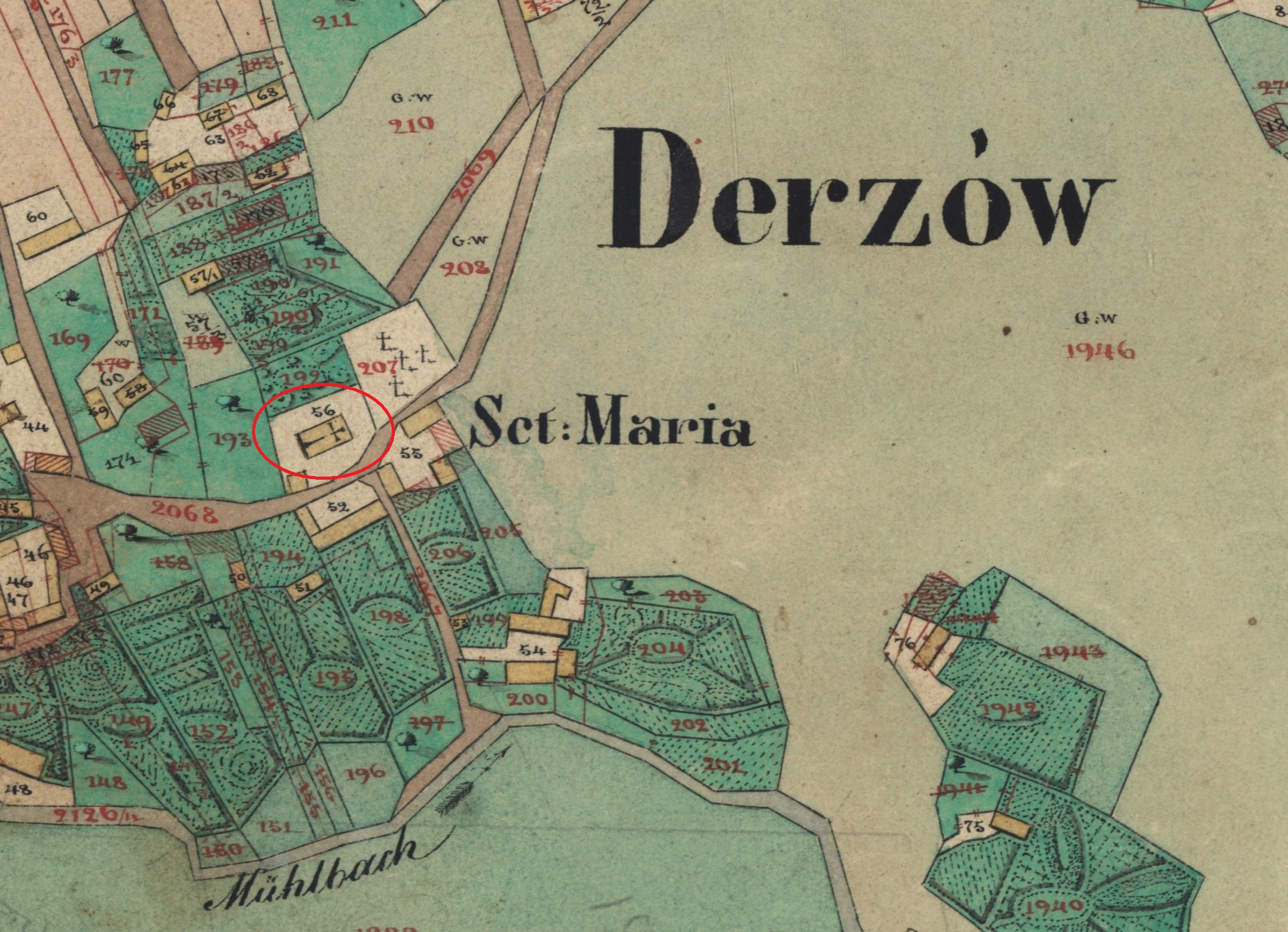
Церква Святої Марії на карті 1850 р.

### Церква Святої Марії
Дерев'яна будівля храму згоріла і держівські віряни кілька десятиліть відвідували богослужіння у сусідньому селі Київець. На місці, де стояла церква Святої Марії, лишилися два кам'яних хрести. Станом на 24.4.1883 р. під будівлею церкви знаходилася земельна ділянка 56 площею 184 сажні кв (дані отримані з фондів ЦДІАЛ)

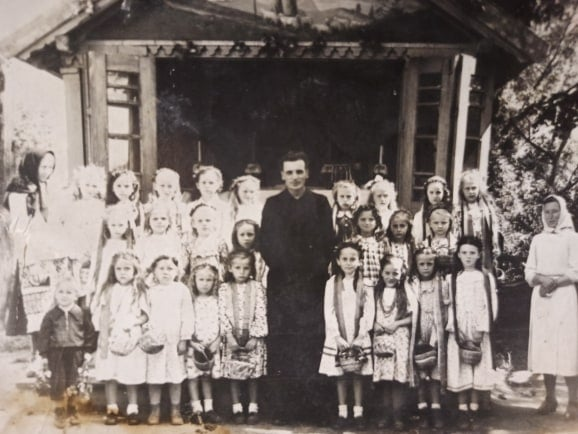
Отець Богдан із дітьми на церковному подвір'ї, близько 1956 р.

### Церква Положення Пояса Пресвятої Богородиці

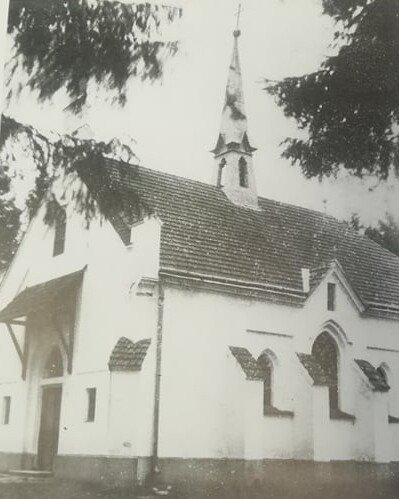
Костел Блаженного Яна з Дуклі, до 1939 р.

Збудована (посвячена) у 1895 році, мурована. Проєкт церкви було виготовлено в бюро архітектора Нагірного. Серед взірців для його церков був Софійський Собор у Царгороді.

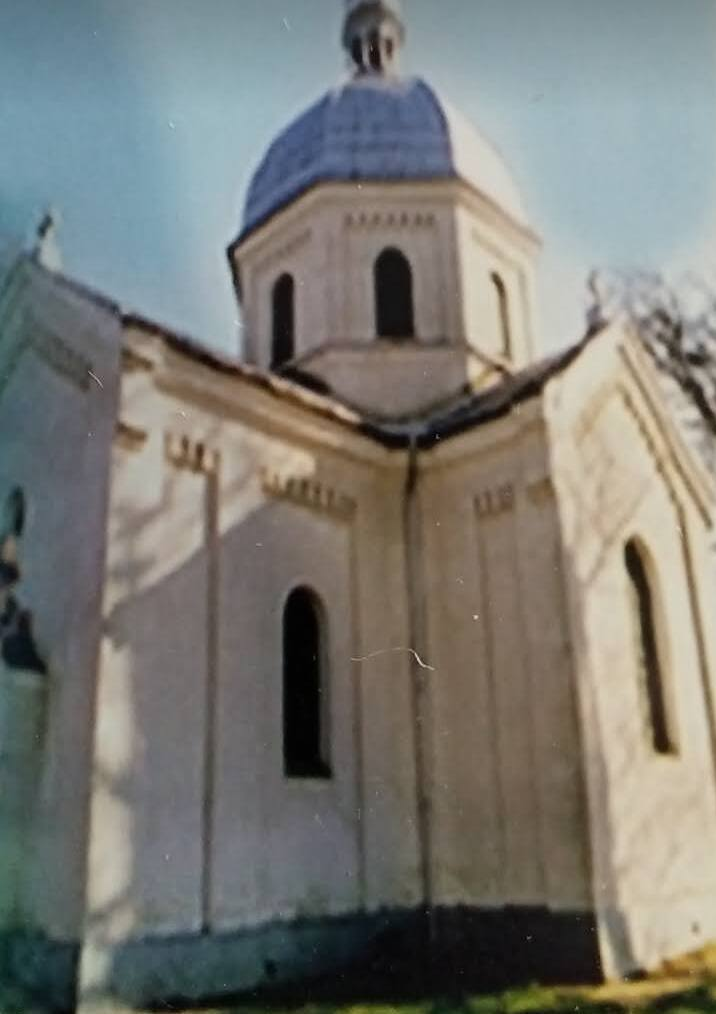
Первинний вигляд церкви Положення Пояса Пресвятої Богородиці за проєктом Василя Нагірного до ремонту

1898 року перед церквою поставлено і посвячено пам'ятник імператриці Єлизаветі Баварській, дружині цісаря Австро-Угорщини Франца Йосифа I. Про це писала віденська газета "(Neuigkeits) Welt Blatt" від 12 січня 1899 р.
Переклад статті:
«Як повідомляють джерела з Жидачева на Галичині, у селі Держеві на кошти громади зведено й цими днями освячено пам’ятник імператриці Єлизаветі. У посвяті взяли участь пан декан Констянтин Струцький з Рудник, місцевий парох отець Вергановський, отець з Пісочни Кузьмич, священик-кармеліт з Роздолу, а також староста повіту, численні чиновники та громада Держева. На величному кам’яному обеліску, що стоїть у дворі церкви, зображено Ісуса на хресті і проткнуте кинджалом серце. Зверху викарбовано напис: „На вічну пам'ять імператриці Єлизаветі від громади Держева, 10 вересня 1898 р.“».
Із старої церкви збереглися ікони XVII—XVIII століття, писані на дереві — Пресвятої Богородиці та святого Миколая. В церкві є «Євангеліє» і «Апостол» XVII століття. Іконостас пожертвувала родина «Богачових». Посвятили його у 1912 році. В 1912 році парафію відвідав митрополит Андрей Шептицький. Капітальний ремонт церкви провели у 2006—2009 роках.

### Парафіяльний Костел Блаженного Яна з Дуклі в Держеві
Переклад статті зі збірника «Kościoły i klasztory rzymskokatolickie dawnego województwa ruskiego»

#### Історія
Римо-католики Держева належали до Роздільської парафії. Однак під кінець XIX століття виникла ідея збудувати власний костел, що могло б запобігти рутенізації (українізації) поляків і полегшало б задоволення душпастирських потреб (відсутність моста через Дністер суттєво ускладнювала дорогу до роздільського храму). 1896 року завершилося зведення будівлі костелу. 1912 року у Держеві створено експозитуру Роздільської парафії, яку обслуговував один із кармелітів і яка об'єднувала й інші села: Черницю, Пісочну та Рудники. 1912 року костел визнано філіальним, а вже 1923 року постала власна Держівська парафія в межах Стрийського деканату. До складу парафії входили Черниця, Держів, Пісочна, П'ятничани, Рудники і Тейсарів.
Комітет будівництва держівського костелу (первинно планувався як каплиця), створений 8 липня 1894 року, одразу одержав територію під забудову від Кароля Яблонського та Броніслави Вроновської. Цеглу пожертвував Кароль Лянцкоронський. 26 травня 1895 року посвячено наріжний камінь споруди. Проєкт святині підготував львівський архітектор Ян Долінській, керував будовою Адам Ланцуцький. Будівництво здійснювалося на кошти львівської консисторії (1000 злотих) та на пожертви селян: Шимона Крашевського (500 злотих), родини Яблонських (150 злотих), Фундації Урсули Ґолеєвської (150 злотих). У листопаді 1896 року споруду накрили дахом. А вже 1897 року її посвятили. Через два роки столяр Антоній Аспеншільд виставив плебанію (будинок священника). 1913 року звели дерев'яну дзвіницю на три дзвони (один із них зараз на дзвіниці місцевої церкви), а через два роки, під час воєнних подій, виставлено пресвітерій (простір між навою і престолом). 1921 року місцева дідичка Сабіна Яблонська зобов'язалася висушити надмірну вологість костелу, однак через технічні труднощі натомість розпочала будову нової плебанії. На початку 1924 року настоятель храму Ян Балис звернувся до курії у Львові за матеріальною допомогою, бо «костелик наш в Держеві знищений, обдертий і занедбаний через війну і тому потребує повної реставрації». Незабаром він одержав 50 мільйонів злотих.

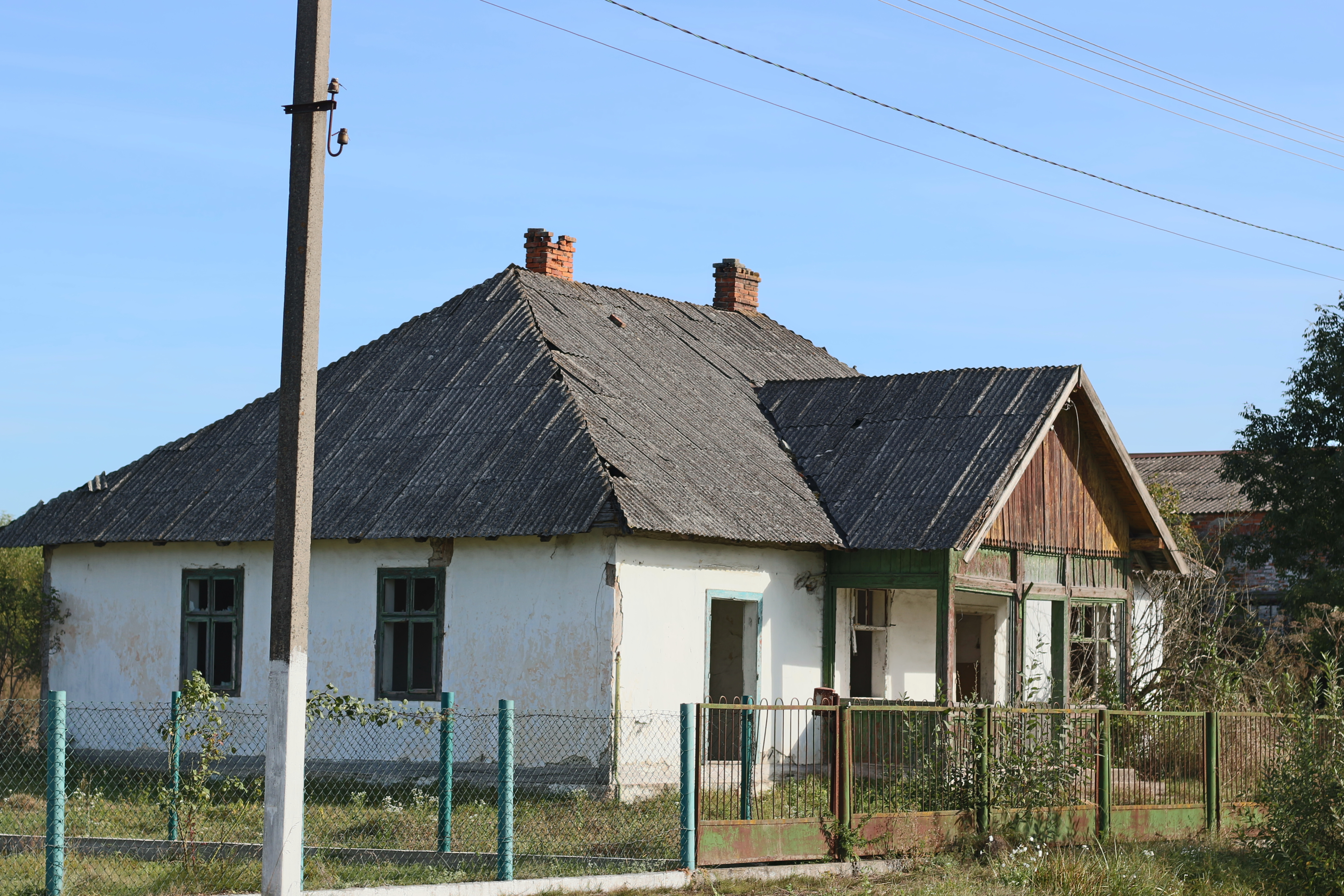
Плебанія сьогодні

Костел в Держеві підпалено 1944 року внаслідок польсько-української війни під час нападу боївки УПА. 1949 року руїни храму перетворили на колгоспний склад. Поляки виїхали з Держева разом із настоятелем до Верхньої Сілезії (нині територія поділена між Польщею та Чехією), не забравши жодних речей з костелу, які, напевно, згоріли.

#### Храмовий інвентар

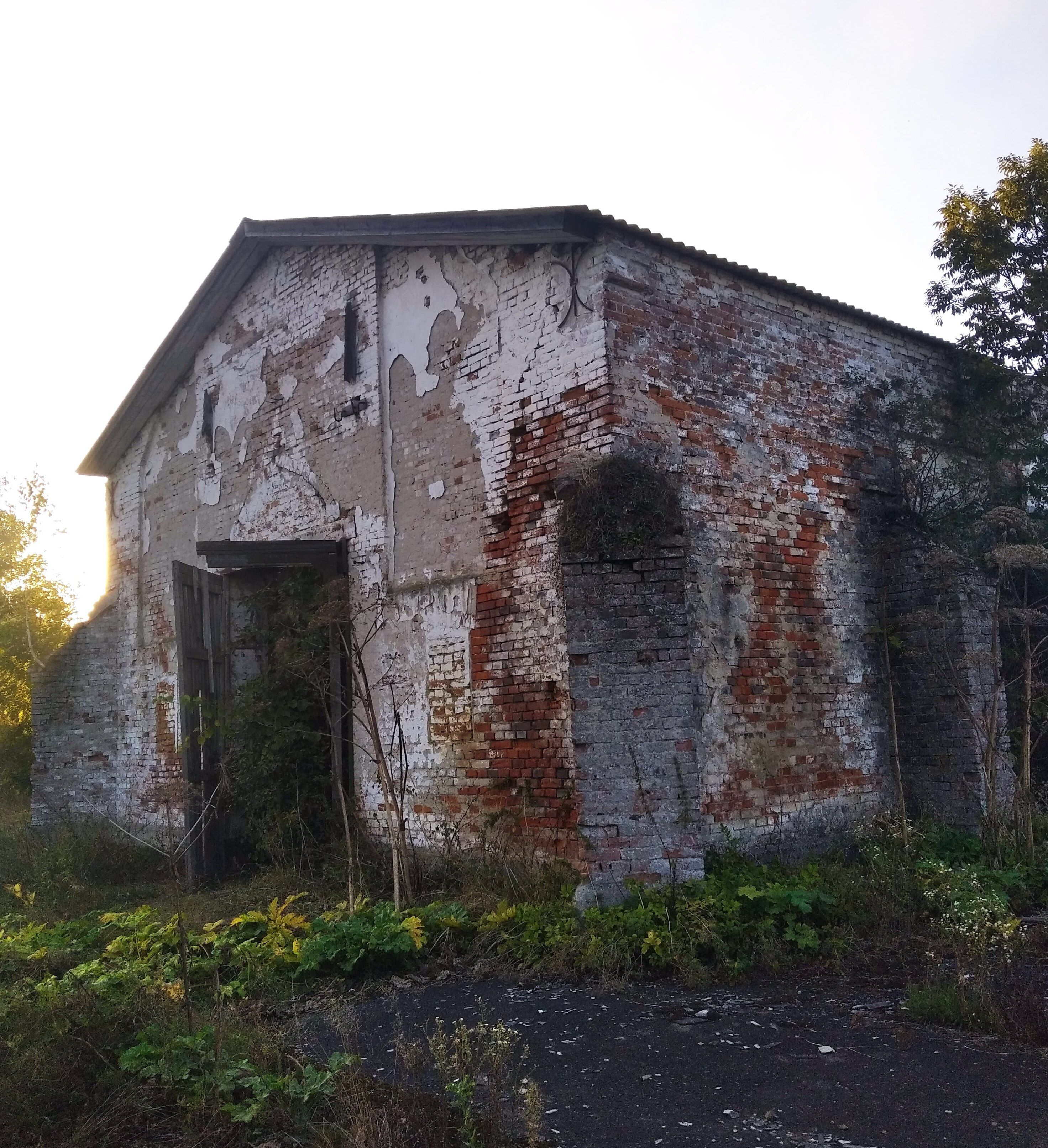
Костел сьогодні

- Головний дерев'яний вівтар з образом Блаженного Яна з Дуклі.
- Боковий дерев'яний вівтар з образом Матері Божої.
- Боковий дерев'яний вівтар з образом Розп'яття Христового.
- Органи, 1904.
- Дерев'яна сповідальниця.
- Лавки.
- Літургійні посудини: чаші, позолочена срібна дарохранительниця, пожертва Марії Пасемко 1912 р., позолочена латунна дарохранительниця.
- 4 свічники.
- літургійні шати: ризи (7) — пожертви Подлевської з Черниці, Людвіка Геніґа, Тшебніцьких, Шимона Крашевського та монахинь з Роздолу; капи (елемент літургійного одягу католицької церкви), одна з них як пожертва Людвіка Геніґа 1912 р.

#### Подвір'я
- Дзвіниця (на осі костелу): дзвін оздоблений вгорі рослинним орнаментом, із зображенням Метрі Божої з Ісусом та написом: «Царице наша, молися за нами. Дзвін цей — дар для костелу у Держеві від Вільгельма Кшиштоня, 1929».

Костел збудований в неоготичному стилі з елементами неоромантизму. Йому притаманні простота та специфічний архаїзм.

## Культура
У міжвоєнний період в Держеві активно розвивався український культурний рух. Попри утиски польської адміністрації і дії, спрямовані на полонізацію, активні члени української громади Держева організували осередок товариства «Просвіта» і читальню, метою яких було пробудження української національної свідомості у селян.
У селі витворилася своєрідна держівська говірка із локальними лексемами (мішанина польських та українських слів), слабо поширеними за межами Держева.
Серед селян популярними є сатиричні вірші місцевого поета-аматора Миколи Мелешка на прізвисько Кум. Ходять історії, що Кум складав вірші на ходу, коли та чи інша ситуація видавалася йому смішною або викликала певні асоціації.

### Вірші поета-сатириста Кума
***
Москалі дали сьвєто
щоби сьвіткувати,
а Федьо запріг зєті в плуг
та й сказав орати
(Кум побачив, як сусіди орали город 1 травня)
***
Люблю я робити,
та не маю з ким,
навіть не поможе жінки сестри син.
Раз я йому кажу: "Поклепай косу",
а він мені каже: "Не маю чису"!
А хто тобі клепає?
А я кажу: "Він",
а хто такий "Він "?..
Та з Вівні Антін!
***
Що за шум, що за крик? -
У Шпака здох бик.
Насеру матері вашій -
не треба було давати каші
***
Що за світло, що то за новина? -
Мурко світить фонарем, а Ярка очима.
Сусіде, сусіде, не роби ми біди.
А він каже: "Знімай мешти - міряй сліди"
(Кума підозрювали у крадіжці курей, приготованих до копчення)
***
Доти в Кума буде бунт -
поки Кум не ляже в ґрунт
(Кума бив зять)
***
А той інженер - то є обман світу.
Я му приніс ябка, він не дає сіти
***
За тестьові мозолі
купив собі жигулі,
трохи їду, трохи пхаю,
ну а тестя в сраці маю

## Сьогодення
У селі є неповна середня школа, бібліотека, клуб.

## Відомі люди
- Карачевський Осип — діяч ОУН, член командного штабу Карпатської Січі, керівник старшинської школи ОУН в Турковичах на Холмщині.
- о. мітрат Богдан Щур — понад 60 років був священиком місцевої парафії. Помер 15 квітня 2007 року. У 40-х роках XX століття навчався в Греко-Католицькій Богословській Академії у Львові, яку закінчив в 1938 році. Ректором Академії був Патріарх Йосиф (Сліпий). Священичі свячення о. Богдан прийняв 15 березня 1942 року. Його святителем був Блаженний Священномученик Микита (Будка).
- Козар Володимир Андрійович — живописець, графік, культурно-громадський діяч, мандрівник. Працює та мешкає у Києві.
- о. Павло Худ — директор Школи журналістики УКУ (2017-2018). Заступник декана факультету суспільних наук [Архівовано 28 липня 2020 у Wayback Machine.] УКУ [Архівовано 14 березня 2022 у Wayback Machine.] (з 2018 року).
- Ступницький Ростислав Миколайович — український лікар-стоматолог-ортопед, доктор медичних наук.